# Comisión Nacional sobre la Desaparición de Personas
Die Comisión Nacional sobre la Desaparición de Personas (CONADEP) (Nationalkommission über das Verschwinden von Personen) wurde am 15. Dezember 1983 vom argentinischen Präsidenten Raúl Alfonsín kurz nach seinem Amtsantritt durch das Dekret 187/83 ins Leben gerufen. Sie hatte die Aufgabe, das Schicksal der Desaparecidos und andere Menschenrechtsverletzungen während der Militärdiktatur von 1976 bis 1983 (dem sogenannten Prozess der Nationalen Reorganisation) zu untersuchen.
Die Ergebnisse der Untersuchungskommission wurden in dem Bericht Nunca más (deutsch: Nie wieder) am 20. September 1984 an Alfonsín übergeben und bilden bis heute die Grundlage für zahlreiche Gerichtsverfahren gegen Mitglieder der Militärjuntas und andere Militärangehörige, z. B. General Jorge Rafael Videla.
Mitglieder der CONADEP waren:
- Ernesto Sabato (Vorsitzender)
- Ricardo Colombres
- René Favaloro
- Hilario Fernández Long
- Carlos T. Gattinoni
- Gregorio Klimovsky
- Marshall T. Meyer
- Jaime de Nevares
- Eduardo Rabossi
- Magdalena Ruiz Guiñazú
- Santiago Marcelino López(1)
- Hugo Diógenes Piucill(1)
- Horacio Hugo Huarte(1)

(1) ernannt von der Abgeordnetenkammer des argentinischen Parlaments.